# سليمان آي
سليمان آي (بالألمانية: Salomo I. von Konstanz)‏ (و. – 871 م) هو قسيس ألماني، توفي في كونستانس.